# Notodèle à queue blanche
Myiomela leucura
Espèce
Statut de conservation UICN

 LC  : Préoccupation mineure
La Notodèle à queue blanche (Myiomela leucura) est une espèce d'oiseaux de la famille des Muscicapidae.

## Description
La notodèle à queue blanche peut atteindre 18 cm de long.

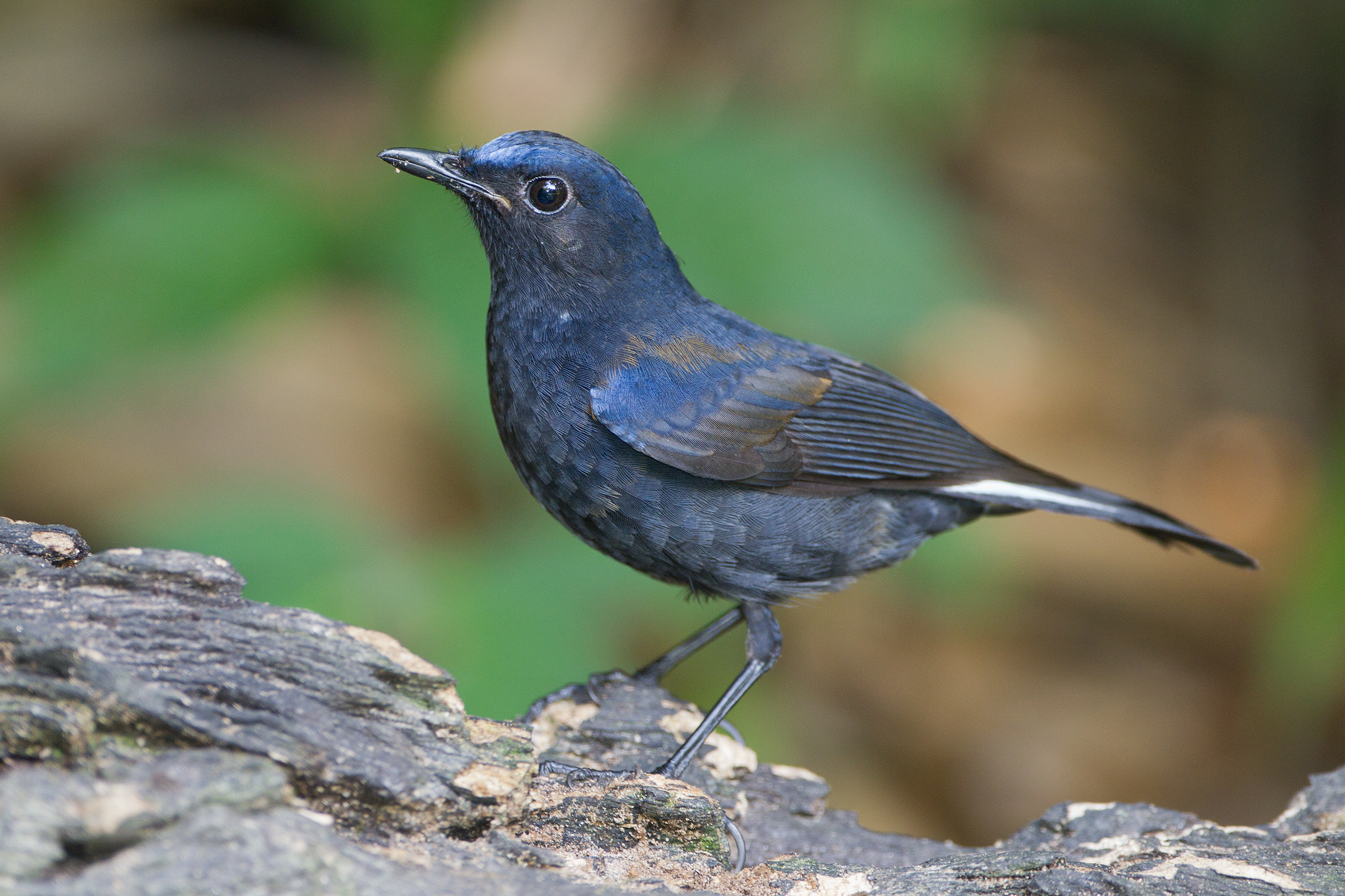
Mâle, parc national de Mae Wong, Thaïlande
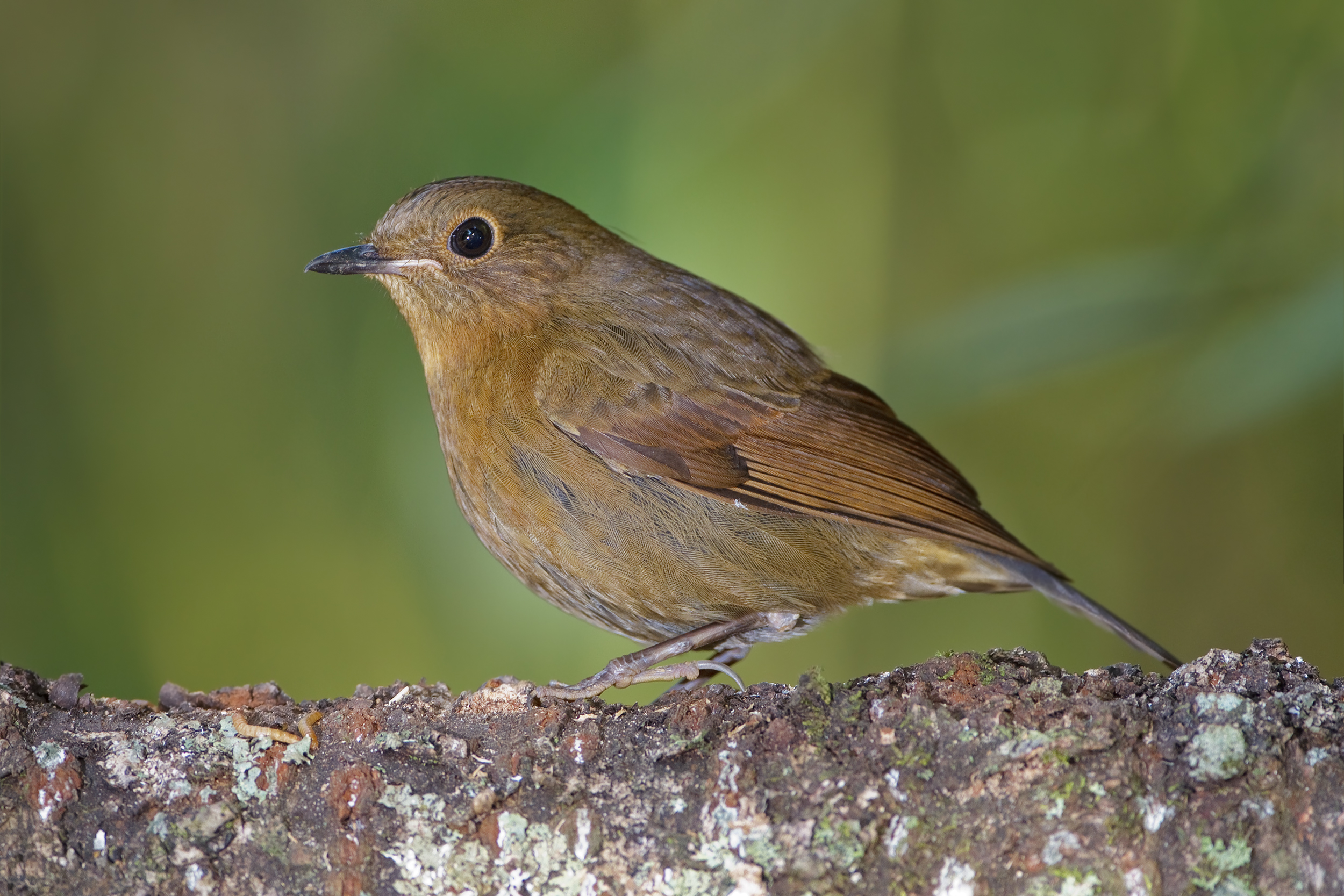
Femelle, province de Chiang Mai, Thaïlande

Cet oiseau mange des insectes avec des baies en hiver.

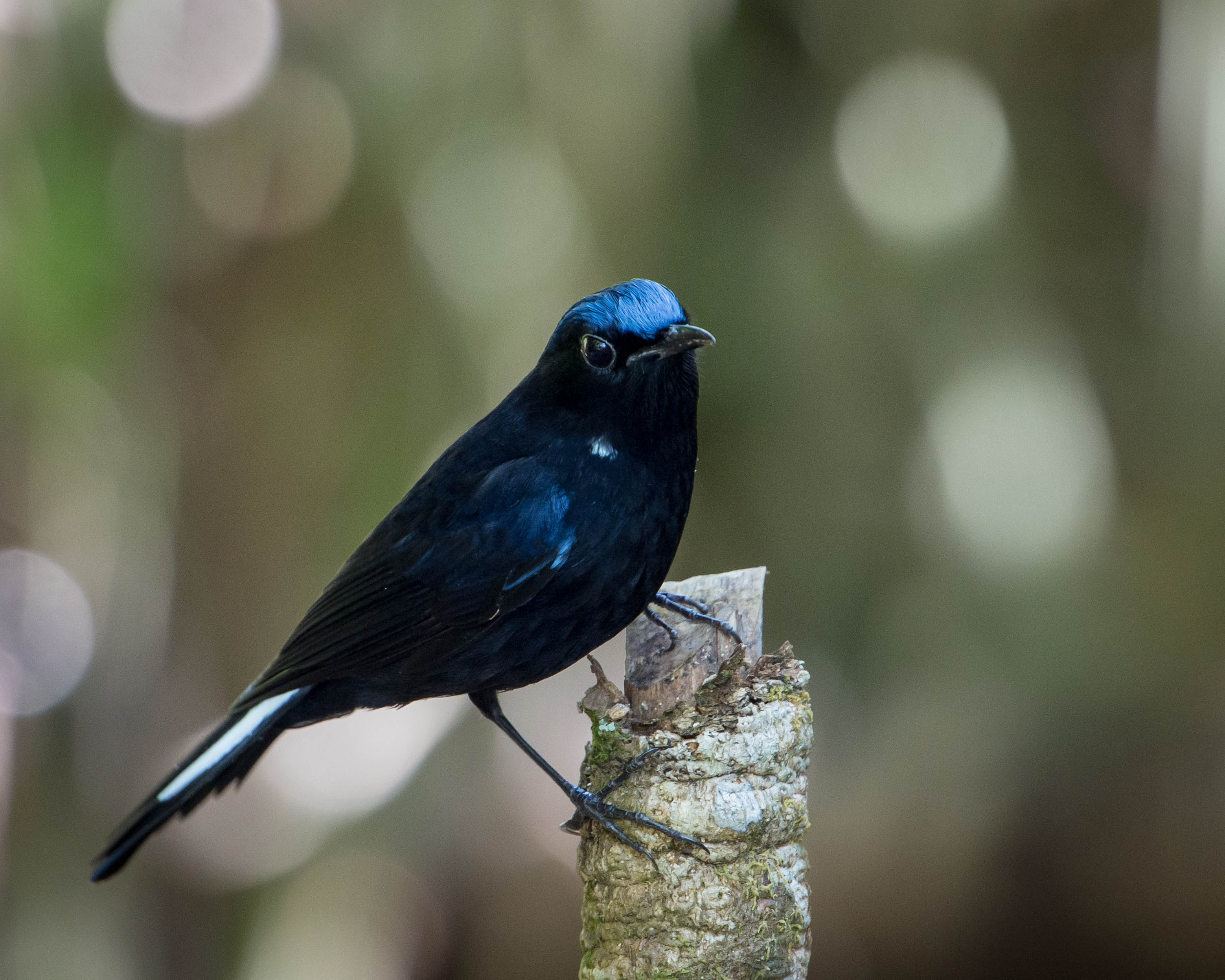
Parc national de Doi Pha Hom Pok, Thaïlande

Son nid, posé sur le sol, est une coupe couverte ou semi-couverte de radicelles, de feuilles mortes et de mousse.

## Répartition
Son aire s'étend à travers le sud de la Chine, Hainan, Taïwan, le nord-est du sous-continent indien dans l'Himalaya et l'Indochine.

## Habitat
Cette espèce vit dans les forêts au bord des rivières, le plus souvent au sol sous un couvert dense.